# Запишный, Андрей Васильевич
Андрей Васильевич Запишный (8 апреля 1972, Одесса, Украинская ССР, СССР) — украинский футболист, полузащитник, нападающий.

## Игровая карьера
Воспитанник СДЮСШОР «Черноморец». Первый тренер — Н. Рыбцов. Начинал играть в 1991 году в клубной команде СКА Одесса.
7 марта 1992 года в составе клуба СК Одесса в игре с «Нефтяником» (0:1) дебютировал в высшей лиге чемпионата Украины. Позже играл в командах «Энергия» (Ильичёвск), «Колос» (Новокрасное), «Артания» (Очаков), СК «Николаев».
В 1994 году переехал в Германию, где продолжил выступления в клубах третьей лиги и региональной лиги. В команде «Плауэн» сыграл более 300 матчей.